# الأزمة الأوكرانية
الأزمة الأوكرانية هي أزمة طويلة بدأت في أوكرانيا في 21 نوفمبر 2013 عندما علق رئيس أوكرانيا آنذاك فيكتور يانوكوفيتش الاستعدادات لتنفيذ اتفاق الشراكة مع الاتحاد الأوروبي. أثار القرار احتجاجات جماهيرية من مؤيدي الاتفاقية. أدت الاحتجاجات بدورها، إلى ثورة أطاحت بالرئيس في فبراير 2014. عقب ذلك، اجتاحت الاضطرابات بعض المناطق الشرقية والجنوبية من أوكرانيا التي كان يقطنها غالبية من المواطنين المتحدثين بالروسية، والذين استمد يانوكوفيتش معظم دعمه منهم.
في وقت لاحق، نشأت أزمة سياسية أخرى بعد غزو روسيا للمناطق المذكورة (منذ فبراير 2014) حيث ضمت منطقة القرم الأوكرانية المتمتعة بحكم ذاتي في مارس 2014. شجع الغزو الروسي المواطنين الناطقين بالروسية في الاضطرابات، حيث تحولت في أوبلاست دونيتسك ولوهانسك أوبلاست إلى حرب شبه وطنية (من أبريل 2014) ضد الحكومة الأوكرانية ما بعد الثورة. مع تقدم النزاع، تحولت المعارضة الأوكرانية الروسية إلى تمرد مؤيد لروسيا، وغالبًا ما يدعمه ويساعده الجيش الروسي وقواته الخاصة.

## الخلفية التاريخية
موّلت الولايات المتحدة منذ عام 1991 مجموعات سياسية مؤيدة لأوروبا في أوكرانيا من خلال منظمات غير حكومية مثل مؤسسة كارنيغي للسلام الدولي. حيث أشارت ممثلة مكتب الشؤون الأوروبية والأوروبية الآسيوية في العاصمة واشنطن الدكتورة الأمريكية فيكتوريا نولاند، إلى أن التمويل تجاوز 5 مليارات دولار بين عام 1991 المؤرخ لتاريخ استقلال أوكرانيا وعام 2013.
في نهاية نوفمبر 2013، بلغ احتياطي أوكرانيا من النقد الأجنبي ما مجموعه 18.7 مليار دولار كما سجلت البلاد في نفس السنة ركودا بلغت نسبته ٪2، مما يوحي بامكانية تخلفها عن سداد ديونها لعام 2014 والبالغة اجمالا 7 مليارات دولار، في نفس الآن طالبت روسيا البلاد بدفع مبلغ 17 مليار دولار من فاتورة الغاز الطبيعي.
في 18 ديسمبر 2013، أعلن الرئيس الروسي فلاديمير بوتين رفع الحواجز الجمركية بين أوكرانيا وروسيا، وكذلك نيته لخفض سعر الغاز وتقديم قرض للحكومة الأوكرانية بقيمة 15 مليار دولار. لكن رئيس الوزراء الأوكراني ميكولا أزاروف طلب من الاتحاد الأوروبي خلال المفاوضات بينهما تقديم قرض لبلاده بقيمة 20 مليار يورو، وهو ما تم رفضه مع وعد الاتحاد الأوروبي بتقديم مساعدة مالية للبلاد.
وفقًا لاستطلاع للرأي تم إجراؤه في ديسمبر 2008، صوت ٪44.7 من السكان الأوكرانيين بتأييدهم الانضمام إلى الاتحاد الأوروبي، بينما عارض ٪35.2 ممن شملهم الاستطلاع ذلك.